# Grevenmacher (circumscripció de la Cambra de Diputats de Luxemburg)
Grevenmacher fou una circumscripció electoral per la legislatura nacional de Luxemburg, la Cambra de Diputats, des de 1848 fins a la seva abolició el 1919.
Després de la seva abolició, per a ser substituïda per la circumscripció de l'Est, que cobria la totalitat del Districte de Grevenmacher, i que també va incloure els cantons d'Echternach i Remich.
Membres escollits per representar la circumscripció de Grevenmacher van ser François Altwies (1.911-19), Joseph Bech (1914-1919) i Auguste Metz (1848-1854).